# Кошелево (Брестский район)
Ко́шелево (бел. Кошалева) — деревня в Брестском районе Брестской области Беларуси. Входит в состав Тельминского сельсовета.

## География
Находится в 14,5 км по автодорогам к северо-востоку от центра Бреста и в 3,5 км от центра сельсовета, деревни Тельмы-1, на автодороге Брест — Жабинка. Имеется остановочный пункт Кошелево на железнодорожной линии Минск — Брест. Есть магазин.

## История
В письменных источниках известна с XVI века как село в Берестейском повяте Берестейского воеводства ВКЛ.
В 1618 году упоминается как фольварк.
После прокладки Брестской железнодорожной линии, введённой в эксплуатацию 29 ноября 1871 года, начал действовать полустанок.
В 1905 году — деревня Кошилово Збироговской волости Кобринского уезда Гродненской губернии.
После Рижского мирного договора 1921 года — в составе гмины Косичи Брестского повята Полесского воеводства Польши.
С 1939 года — в составе БССР. В 1959 году на станции Кошелево проживало 17 человек, позже она была включена в деревню.

## Население
На 1 января 2018 года насчитывалось 94 жителя в 42 домохозяйствах, из них 22 младше трудоспособного возраста, 58 — в трудоспособном возрасте и 14 — старше трудоспособного возраста.